# El Vilar
El Vilar é uma localidade de Andorra, situada na paróquia de Canillo. Localizada à direita do rio Valira, na confluência com o vale de Rius, sua população em 2009 foi estimada em 11 habitantes.